# Aeroportul Liège
Aeroportul Liège (IATA: LGG, ICAO: EBLG) este un aeroport din Grâce-Hollogne, Arondismentul Liège⁠(d), Liège, Valonia, Belgia ce deservește zona Liège. Aeroportul a fost tranzitat în 2023 de 175.606 pasageri. A fost deschis în 1914 și numit după zona deservită.
Situat la o altitudine de 201 m, aeroportul dispune de 2 piste.

## Infrastructură

### Piste
Aeroportul dispune de 2 piste. Pista 05R/23L are suprafața de asfalt și dimensiunile 3.700 m × 45 m. Pista 05L/23R are suprafața de asfalt și dimensiunile 2.340 m × 45 m. 